# Dunkers

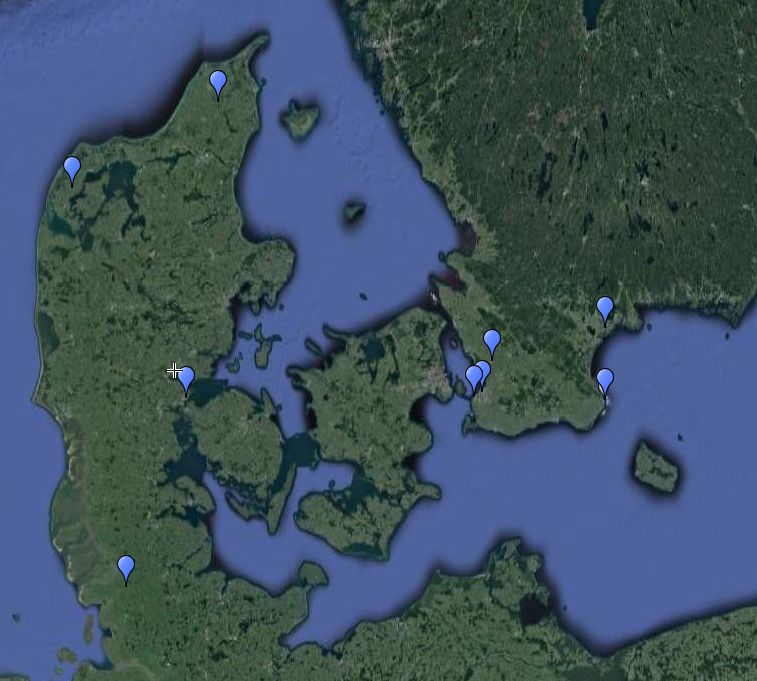
Locais dos Dunkers históricos na Escandanavia

Dunkers ou Igreja dos Irmãos (originalmente Schwarzenau Brethren; em português, 'Irmãos de Schwarzenau') são vários grupos de cristãos de doutrina pietista-anabatista que se organizaram na Alemanha, no século XVIII.
Em agosto de 1708, no distrito de Schwarzenau (Bad Berleburg), sob a liderança de Alexander Mack, um grupo de oito pessoas do movimento pietista alemão, foi batizado por trina imersão no Rio Eder. Esse grupo de pietistas sofreu profunda influência anabatista, o que o levou a essa decisão pelo rebatismo.
Também conhecidos como Neu Taufers (novos batistas), Tunkers, Dunkers ou Irmãos Batistas Alemães,  organizaram-se sem muita hierarquia, proclamando, diferentemente de outros anabatistas, que só tinham como credo o Novo Testamento, alguns chegando a dizer que só a Jesus Cristo.
Perseguidos no Velho Continente, em 1720 haviam imigrado para a Pensilvânia, então povoada por quakers e religiosamente tolerante.
Não se considerando evangélicos nem católicos, os Tunkers mantiveram certas crenças e práticas peculiares, como o ágape, o batismo por trina imersão e o ósculo santo. Eram, a princípio, universalistas, acreditando na salvação de todos, pacifistas radicais, não escravagistas e apolíticos.
Entre o fim do século XIX e o começo do XX, dividiram-se em várias denominações, algumas mais liberais e com o maior número de membros); outras mais conservadoras, que tal como os amish não usam automóveis (apenas carroças e charretes), eletricidade, telefone etc. e se vestem de forma peculiar. Algumas se tornaram evangélicas. Os chamados Brethren batistas alemães  são mais conservadores e usam a veste peculiar da tradição Tunker.
No fim do século XIX os ramos mais liberais estiveram entre os primeiros cristãos a permitir que mulheres pregassem, e, no princípio do século XX, elas podiam ser ordenadas no ministério. Nos anos de 1980 começou uma discussão, ainda em curso, sobre a plena aceitação de gays e lésbicas e também a sua ordenação.
No Brasil, o movimento chegou através de imigrantes teuto-americanos, na década de 1960. A partir de 1982, Onaldo Alves Pereira e Stephen Newcomer fundaram a Igreja da Irmandade entre os brasileiros, desejando desenvolver uma igreja que fosse inclusiva para gays e lésbicas. Isso, no entanto, não teve apoio total da Church of the Brethren nos EUA. Em 2001, com apoio oficial da Church of the Brethren, teve início, com um novo grupo de pastores, uma outra  tentativa missionária da igreja no Brasil (desta vez, sem Onaldo Alves Pereira), articulando uma proposta teológica de respeito aos homossexuais, sem, no entanto, fazer disso o objetivo da igreja. A igreja mantém o nome Igreja da Irmandade, com trabalhos nas cidades de Campinas, Rio Verde, Indaiatuba, Limeira, Jundiaí e Campo Limpo Paulista.